# Cauno (mitologia)

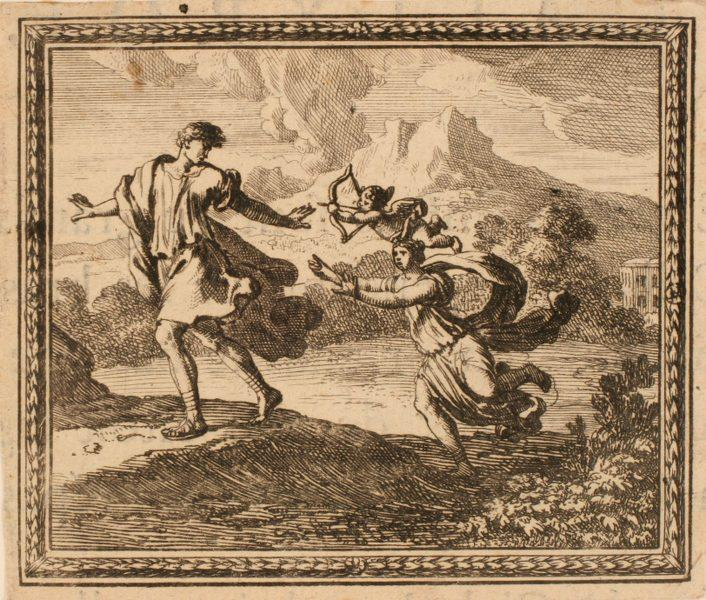
Cauno fugindo do amor de Bíblide, segundo Ovídio (ilustração de François Chauveau.

Na mitologia grega, Cauno (Kaunos, em grego clássico: Καῦνος) era filho de Mileto e de Idoteia, neto de Apolo e irmão gêmeo de Bíblide.
Segundo alguns relatos, Cauno se tornou objeto da paixão incestuosa de sua irmã. Outra tradição relata que ele desenvolveu afeição a ela; ainda outros, como Ovídio, descrevem os sentimentos de Bíblide como não correspondidos.
Todas as fontes concordam, no entanto, que Cauno escolheu o exílio, para que evitasse cometer incesto com Bíblide, e que ela o seguiu até ficar completamente exausta pelo pesar e faleceu (ou cometeu suicídio).
Cauno se exilou na Lícia, onde se casou com a ninfa Prônoe e teve um filho chamado Egíalo. Cauno se tornou rei daquela terra; quando morreu, Egíalo agrupou os povos espalhados sobre o território e fundou uma cidade em homenagem a seu pai, a cidade de Cauno. Outras fontes atribuem ao próprio Cauno a fundação da cidade.